# إنجلترا الجديدة
إقليم إنجلترا الجديدة (بالإنجليزية: New England)‏ هي منطقة تتكون من ست ولايات في شمال شرق الولايات المتحدة: كونيتيكت ومين وماساتشوستس ونيوهامبشير ورود آيلاند وفيرمونت. تحدها ولاية نيويورك من الغرب والمقاطعتان الكنديتان نيو برونزويك من الشمال الشرقي وكيبك من الشمال. ويقع المحيط الأطلسي من الشرق والجنوب الشرقي، ولونغ آيلند ساوند إلى الجنوب الغربي. أكبر مدينة في إنجلترا الجديدة هي بوسطن، وهي كذلك عاصمة ماساتشوستس. وتعد بوسطن الكبرى أكبر منطقة حضرية، مع ما يقرب من ثلث سكان إنجلترا الجديدة. تشمل هذه المنطقة ورسستر وماساتشوستس (ثاني أكبر مدينة في إنجلترا الجديدة) ومانشستر ونيوهامبشير (أكبر مدينة في نيوهامبشير) وبروفيدنس ورود آيلاند (عاصمة رود آيلاند وأكبر مدينة فيها).
في عام 1620، أسس الحجاج، التطهيريون الانفصاليون من إنجلترا، مستعمرة بليموث، ثاني مستعمرة إنجليزية ناجحة في أمريكا، بعد مستوطنة جيمستاون في فيرجينيا التي تأسست عام 1607. بعد عشر سنوات، أسس المزيد من التطهيريين مستعمرة خليج ماساتشوستس شمال مستعمرة بليموث. وعلى مدى السنوات الـ 126 التالية، قاتل الناس في المنطقة في أربع حروب فرنسية وهندية، حتى هزم المستعمرون الإنجليز وحلفاؤهم الإيروكواس الفرنسيين وحلفائهم الألغونكيين في أمريكا. وفي عام 1692، شهدت بلدة سالم بولاية ماساتشوستس والمناطق المحيطة بها محاكمات السحر في سالم، وهي واحدة من أكثر حالات الهستيريا الجماعية شهرة في التاريخ الأمريكي.
في أواخر القرن الثامن عشر، بدأ القادة السياسيون من مستعمرات إنجلترا الجديدة مقاومة ضرائب بريطانيا التي فرضت دون موافقة المستعمرين. ثم استولى سكان رود آيلاند على سفينة بريطانية وأحرقوها لأنها كانت تفرض قيودًا تجارية لا تحظى بشعبية، وألقى سكان بوسطن الشاي البريطاني في المرفأ. ردت بريطانيا بسلسلة من القوانين العقابية تجرد ولاية ماساتشوستس من الحكم الذاتي، الأمر الذي أطلق عليه المستعمرون «القوانين التي لا تطاق». وقد أدت هذه المواجهات إلى أولى معارك الحرب الثورية الأمريكية عام 1775 وطرد السلطات البريطانية من المنطقة ربيع عام 1776، ولعبت المنطقة دورًا بارزًا في حركة إلغاء العبودية في الولايات المتحدة، وكانت أول منطقة في الولايات المتحدة تحولت بفعل الثورة الصناعية، التي تركزت في البداية على واديي نهري بلاكستون وميريماك.
تتنوع الجغرافيا الطبيعية لإنجلترا الجديدة لمثل هذه المنطقة الصغيرة. يغطي جنوب شرق إنجلترا الجديدة سهل ساحلي ضيق، بينما تهيمن التلال المتموجة والقمم المتأكلة في الطرف الشمالي لجبال الأبالاش على المناطق الغربية والشمالية. ويقع خط الجندلة الأطلسي بالقرب من الساحل، ما مكّن العديد من المدن من الاستفادة من الطاقة المائية على طول العديد من الأنهار، مثل نهر كونيتيكت، الذي يقسم المنطقة من الشمال إلى الجنوب.
تنقسم كل ولاية بشكل عام إلى بلديات صغيرة تعرف باسم البلدات، والعديد منها تحكمها اجتماعات البلدات. وعلى الرغم من وجود مناطق غير مدمجة، إلا أنها تقتصر على ما يقرب من نصف ولاية مين، جنبًا إلى جنب مع بعض المناطق الشمالية المعزولة ذات الكثافة السكانية المنخفضة في نيوهامبشير وفيرمونت. وتعد إنجلترا الجديدة واحدة من تسعة مناطق إقليمية تابعة لمكتب الإحصاء الأمريكي والمنطقة الوحيدة متعددة الولايات التي لها حدود واضحة ومتسقة. ولدى المنطقة وضوح قوي في الهوية الثقافية، على الرغم من أن تعابير هذه الهوية غالبًا ما تكون متناقضة، إذ تجمع بين التطهيرية مع الليبرالية، والحياة الزراعية مع الصناعة، والعزلة مع الهجرة.

## التاريخ
كان أقرب سكان إنجلترا الجديدة المعروفين هم الأمريكيون الأصليون الذين تحدثوا مجموعة متنوعة من اللغات الألغونكوية الشرقية. وتضمنت القبائل البارزة أبيناكي، وميغماك، وبينوبسكوت، وبيكوات، وموهيغان، وناراغانسيت، وبوكوماتوك، ووامبانواغ. قبل وصول المستعمرين الأوروبيين، سكن الأبيناكي الغربيون المناطق التي عرفت لاحقًا بأسماء نيوهامبشير ونيويورك وفيرمونت، وكذلك أجزاء من كيبك وغرب مين. وكانت مدينتهم الرئيسية نوريجوك في ولاية مين الحالية.
عاش شعب بينوبسكوت على طول نهر بينوبسكوت في منطقة مين الحديثة. عاشت قبائل ناراغانسيت والقبائل الأصغر الواقعة تحت سيادتها فيما يعرف اليوم باسم رود آيلاند، غرب خليج ناراغانسيت، بما في ذلك بلوك آيلاند. واحتل شعب وامبانواغ مناطق جنوب شرق ولاية ماساتشوستس الحديثة ورود آيلاند وجزر مارثا فينيارد ونانتوكيت. عاشت قبائل بوكوماتوك في ما يعرف الآن بغرب ماساتشوستس، وعاشت قبيلتا موهيغان وبيكوات في منطقة كونيتيكت الحالية. وربط وادي نهر كونيتيكت قبائل عديدة ثقافيًا ولغويًا وسياسيًا.
في وقت مبكر من عام 1600، بدأ التجار الفرنسيون والهولنديون والإنجليز باستكشاف العالم الجديد وتداول المعادن والزجاج والقماش مقابل جلود القندس المحلية.

### المرحلة الاستعمارية
في 10 أبريل عام 1606، أصدر الملك جيمس الأول ملك إنجلترا ميثاقًا لشركة فيرجينيا، التي تتألف من شركة لندن وشركة بليموث. كان الهدف من هذين المشروعين الممولين من القطاع الخاص المطالبة بأرض لإنجلترا، وإجراء التجارة، وإعادة الربح. وفي عام 1620، وصل الحجاج على سفينة مايفلاور وأسسوا مستعمرة بليموث في ماساتشوستس، ليبدأوا تاريخ الاستعمار الأوروبي الدائم في إنجلترا الجديدة.
مع وصول المستعمرين، اختطف العديد من الأمريكيين الأصليين من أجل الاسترقاق. وأسر البحارة الإنجليز - مثل جورج وايموث عام 1605 وهارلو عام 1611 - الشعوب الأصلية واستعبدوهم. وحتى عام 1700، كانت العبودية الأمريكية الأصلية تتألف من غالبية العمال غير البيض الموجودين في إنجلترا الجديدة.
في عام 1616، أطلق المستكشف الإنجليزي جون سميث على المنطقة اسم «إنجلترا الجديدة» (بالإنجليزية: New England)‏. وأصبح الاسم رسميًا في 3 نوفمبر عام 1620، عندما حل محل ميثاق شركة فيرجينيا في بليموث ميثاق ملكي لمجلس بليموث لإنجلترا الجديدة، وهي شركة مساهمة تأسست لاستعمار المنطقة وحكمها. وكتب الحجاج ميثاق مايفلاور ووقعوه قبل مغادرة السفينة، وأصبح أول وثيقة تنظيمية لهم. سيطرت مستعمرة خليج ماساتشوستس على المنطقة وتأسست بموجب ميثاق ملكي عام 1629 مع بلدتها الرئيسية وميناء بوسطن الذي تأسس عام 1630.
بدأ التطهيريون في ولاية ماساتشوستس باستيطان ولاية كونيتيكت منذ عام 1633. ونُفي روجر ويليامز من ولاية ماساتشوستس بدعوى الهرطقة، وقاد مجموعة جنوبًا، وأسس مزرعة بروفيدنس في المنطقة التي أصبحت مستعمرة رود آيلاند ومزارع بروفيدنس في عام 1636. في ذلك الوقت، كانت ولاية فيرمونت غير مستعمرة، وكانت أراضي نيوهامبشير ومين تحت حكم ماساتشوستس. ومع نمو المنطقة، استقبلت العديد من المهاجرين من أوروبا بسبب التسامح الديني والاقتصاد وطول العمر المتوقع.
في 19 أكتوبر عام 1652، قضت المحكمة العامة في ماساتشوستس بأنه «من أجل منع تخريب كل هذه القطع النقدية التي ستسك في هذا الاختصاص القضائي، أمرت هذه المحكمة وسلطتها، بأن يجب أن يكون للمال المسكوك خاتم مزدوج على كلا الجانبين، مع هذا النقش، ماساتشوستس، وشجرة في المنتصف من جهة، وإنجلترا الجديدة وسنة الرب على الجانب الآخر. «كانت هذه القطع النقدية هي قطع «الشجرة» الشهيرة. وكان هناك شلن شجرة الصفصاف، وشلنات شجرة البلوط، وشلن شجرة الصنوبر» سكها جون هال وروبرت ساندرسون في «هال مينت» في شارع سمر ستريت في بوسطن. «كانت شجرة الصنوبر آخر ما جرى سكه، واليوم توجد عينات منها، وهذا على الأرجح هو سبب الإشارة إلى كل هذه العملات القديمة باسم شلن شجرة الصنوبر». أجبرت «هال منت» على الإغلاق عام 1683. وفي عام 1684، ألغى الملك تشارلز الثاني ميثاق ولاية ماساتشوستس.

## الموقع
في شمالي شرقي الولايات المتحدة، يطل من الشرق بجبهة ساحلية على المحيط الأطلسي، وتحدها كندا من الشمال والشمال الغربي، وولاية نيويورك من الغرب والجنوب. تبدأ بسهل ساحلي يطل على المحيط الأطلنطي يتسع في الشمال ويضيق في الجنوب تنحدر إليه مجموعة من الأنهار القصيرة، تنبع من المرتفعات الواقعة في غربها، وقد ساعد انحدارها على توليد الطاقة الكهرمائية، وينتهي السهل الساحلي في الغرب عند سفوح المرتفعات وهي جزء من مرتفعات الأبلاش واتجاهها نحو الشمال الشرقي، وجبال أبلاش عبارة عن سلاسل متوازية تحصر بينها ودياناً نهرية عميقة.

## المناخ
قاري رطب، يتسم بالتباين في درجات الحرارة بين الصيف والشتاء، بارد في الشتاء نتيجة المؤثراث القطبية، تصل الحرارة أحياناً إلى مادون درجة التجمد، دأفيء في الصيف بسبب التيارات الهوائية المدارية. والنبات الطبيعي يتمثل في الغابات النفضية والمخروطية، والتربة متوسطة الجودة وشكلت الغابات غطاء أخضر جميلأ، جذب السياح لإقليمها، وتشكل ثروة خشبية جيدة.

## السكان
جملة سكان الأقاليم 13,5 مليون نسمة، تضم ولاية مساتشوستس نصف سكان هذه المنطقة، فتضم 6,000,000 نسمة، منهم 5,362,836 من البيض و637,164 من السود الأمريكيين، ثم ولاية كونتيكث، وسكانها 3,700,000 نسمة منهم 3,15 ملايين نسمة من البيض و4/1 مليون نسمة من السود الأمريكيين، ثم ولاية ماين وسكانها 1,205,000 نسمة منهم 1,201,000 نسمة من البيض و4000 نسمة من السود الأمريكيين ثم ولاية رودايلاند وسكانها 1,000,000 نسمة، ولاية نية هامشير وسكانها 1,75,000 منهم 1,075,000 نسمة من البيض و 10,000 من السود الأمريكيين، ثم ولاية فيرمونت وسكانها 550,000 نسمة منهم 545,000 من البيض و5000 من السود الأمريكيين.

## النشاط البشري
أما النشاط البشري فيتمثل في الزراعة حيث تنتشر في ولايات مين ونيوهامشير وبعض المناطق الأخرى، وتشكل الوديان الجبلية حماية للمزروعات من الرياح الباردة وتتمتع المنطقة بثروة غابية وافرة، ولهذا تنتشر بها الصناعة الخشبية والصناعة متقدمة بالمنطقة، حيث صناعة المنسوجات والملابس والأحذية في ولايتي مين وهامشير، وتنتشر صناعة الآلات الكهربائية والإلكترونية وصناعة الأسلحة وألات الطائرات والغواصات، وقد ساعد هذا وفرة الطاقة والمواد الأولية المعدنية، حيث يتمتع الأقليم بتنوع جيولوجي في بنيتة، وأسهمت طرق المواصلات المتقدمة في نهضة الأقليم، يضاف إلى هذا صناعة المواد الغذائية.

## أهم المدن
تعتبر بوسطن من أبرز مدن المنطقة، وسكانها في سنة (1408 ھ -1988 م)، (573,600) نسمة وسجلت نقصاً في عدد السكان عام 1970 م وتعتبر ميناء هاماً، ومركزاً صناعياً تليها مدينة برفيدانس تليها مدينة وستر في ولاية مساتشوستس، ثم مدينة سيرنجفيلد وهارنفورد. يقدر عدد المسلمين في هذا القطاع بحوالي 70 ألف مسلم، وقدمت أولى الهجرات الإسلامية إلى المنطقة من سوريا ولبنان ثم تلتها هجرات من ألبانيا والهند وباكستان والاتحاد السوفيتي، ويوجد بها أعداد من المسلمين الأمريكين من الأصل الأفريقي.